# Metisella carsoni
Metisella carsoni is een vlinder uit de familie van de dikkopjes (Hesperiidae). De wetenschappelijke naam van de soort is voor het eerst geldig gepubliceerd in 1898 door Arthur Gardiner Butler.